# Juan Evangelista Vivas

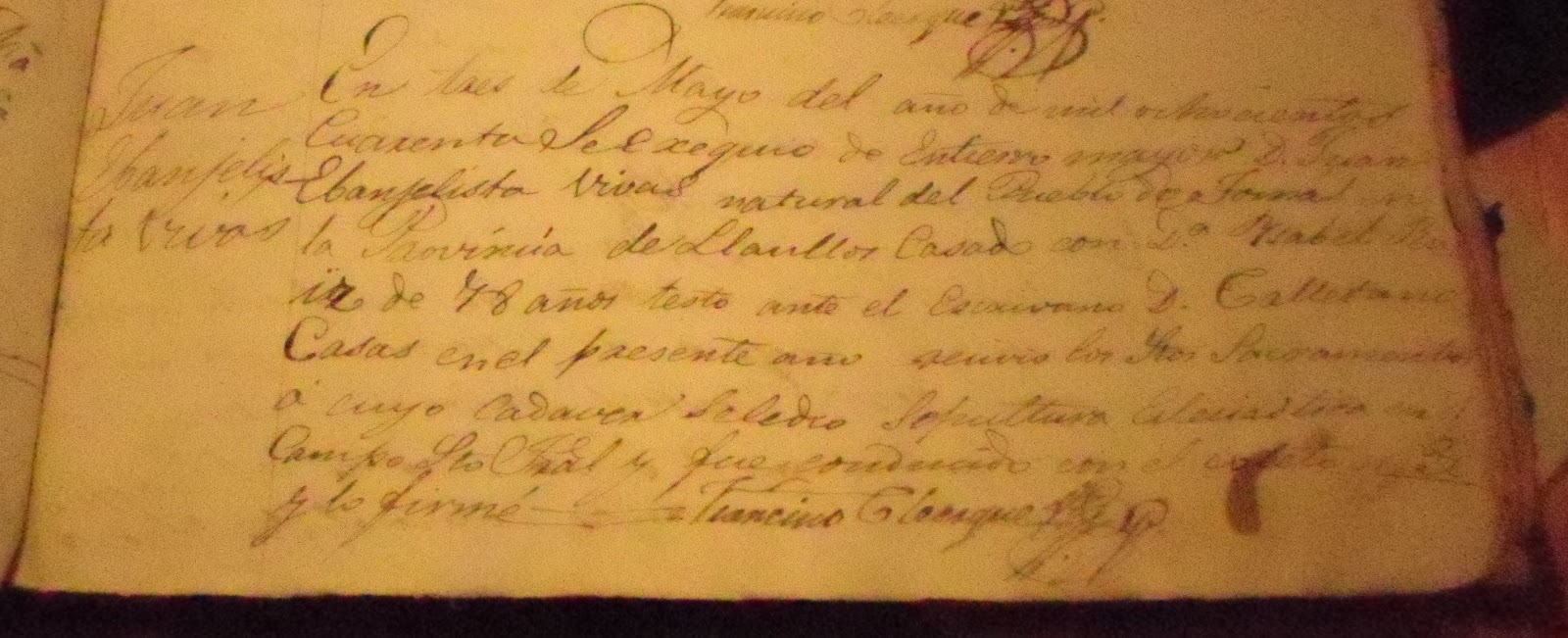
Partida de Defunción de Juan Evangelista Vivas, donde dejan constancia que nació en el pueblo de Tomas, Yauyos.

Juan Evangelista Vivas Pineda nació en 1762 en el pueblo de Tomas, Doctrina de Laraos,  del Corregimiento de Yauyos, Virreinato del Perú y falleció en Lima el 3 de mayo de 1840 en el Hospital San Andrés a los 78 años de edad. Fue un prócer y comandante yauyino que organizó las guerrillas de la provincia de Yauyos para luchar por la Independencia del Perú.  

## Su participación en la independencia
El 8 de septiembre de 1820 el general San Martín y su ejército desembarcaron cerca del puerto de Pisco para iniciar la campaña de independencia del Perú. Este envió al general Álvarez de Arenales a la sierra central con el fin de fomentar la insurrección de las poblaciones y establecer un cerco a Lima, la capital del virreintao. En ese contexto, Juan Evangelista Vivas organizó las guerrillas yauyinas. Primero reunió a los pobladores de la zona norte de Yauyos, y luego con el apoyo del gobernador de Yauyos, don José Guillermo Cayro, convocó a todos los pueblos de la provincia. Las guerrillas de Juan Evangelista Vivas despojaban de sus armas a las divisiones realistas que eran enviadas a contenerlos.   
Además, las guerrillas de Juan Evangelista conjuntamente con las de Huarochirí y Canta asediaron la ciudad de Lima para forzar la salida del virrey y permitir el ingreso de don José de San Martín. El virrey José de la Serna finalmente salió de Lima rumbo al centro del país donde se encontraba el grueso de su ejército. En tierras yauyinas, este se enfrentó a las guerrillas de Juan Evangelista Vivas; en consecuencia se desataron varias batallas, entre las más importantes figuran la Batalla de Pilas (16 de julio de 1821) y la Batalla de Puente Llapay (30 y 31 de julio de 1821). Según el general Guillermo Miller, de haber apoyado don José de San Martín con sus tropas a los guerrilleros que se concentraron en las quebradas de la provincia de Yauyos, se hubiera derrotado rotundamente al virrey y se habría sellado la independencia del Perú y América[cita requerida].  
Después del paso del virrey por la provincia de Yauyos, Juan Evangelista Vivas y sus guerrillas mantenían informado al general José de San Martín, y después a Simón Bolívar, sobre el movimiento de los realistas mediante el servicio de espionaje; también colaboraron penetrando en el ejército enemigo y hostilizándolo. Por último, muchos de los guerrilleros yauyinos y sus comprovincianos formaron parte del Ejército Unido Libertador y combatieron en las dos batallas finales: la batalla de Junín y la batalla de Ayacucho.
En 1836 fue diputado por Lima en la Asamblea de Huaura durante la Confederación Perú-Boliviana.
En reconocimiento a la participación de Juan Evangelista Vivas en la lucha emancipadora, se grabó su nombre en la Placa N°. 8, en el Panteón Nacional de los Próceres.